# U-Bahnhof Rogoredo FS
Der U-Bahnhof Rogoredo FS (Verkürzung von „Rogoredo Ferrovie dello Stato“) ist ein unterirdischer Bahnhof der U-Bahn Mailand. Er befindet sich im Stadtteil Rogoredo neben dem gleichnamigen Bahnhof.

## Lage
Der Bahnhof befindet sich in unterirdischer Lage unter dem Bahnhofsvorplatz vom Bahnhof Milano Rogoredo. Er verfügt zwei Gleise mit Seitenbahnsteigen. Über dem Gleisniveau befindet sich ein Zwischengeschoss mit Zutrittskontrolle, das direkt mit der Bahnhofsunterführung verbunden ist. Die architektonische Ausstattung wurde wie bei allen Bahnhöfen der Linie M3 von den Architekten Claudio Dini und Umberto Cappelli gestaltet.

## Anbindung
| Linie | Verlauf |
| ----- | --- |
|       | Comasina – Affori FN – Affori Centro – Dergano – Maciachini – Zara – Sondrio – Centrale FS – Repubblica – Turati – Montenapoleone – Duomo – Missori – Crocetta – Porta Romana – Lodi TIBB – Brenta – Corvetto – Porto di Mare – Rogoredo FS – San Donato |